# سفارت اندونزی در لندن
سفارت اندونزی در لندن (به انگلیسی: Embassy of Indonesia) یک منطقهٔ مسکونی و نمایندگی سیاسی این کشور در بریتانیا است که در وست‌مینستر واقع شده‌است.